# 王连芳
王连芳（1920年—），男，回族，直隶盐山人，中华人民共和国政治人物，曾任云南省人大常委会副主任，第六、七、八届全国政协委员。